# Нарсата
Нарсата́ (бур. Нарһата — сосновое [место]) — улус в Мухоршибирском районе Бурятии. Административный центр сельского поселения «Нарсатуйское».

## География
Улус расположен в 58 км (по автодороге через Хошун-Узур) к северу от села Мухоршибирь, на речке Сутай (правый приток Тугнуя), у южного подножия хребта Цаган-Дабан, на северной окраине Тугнуйской долины.

## Население
| 2002 | 2010 |
| ---- | ---- |
| 376  | ↘349 |